# 葉場町
葉場町（はばちょう）は、愛知県名古屋市中区の地名。

## 歴史

### 町名の由来
字名の巾に由来する。元々は波場町とする予定であったが、ナンバと誤読するおそれがあったことから、葉場町とされたという。

### 沿革
- 1911年（明治44年）11月1日 - 東古渡町字巾の大部分および同町字東雲・字中畑の各一部により、葉場町として成立[1]。
- 1974年（昭和49年）5月11日 - 住居表示実施に伴い、平和一丁目・金山二丁目・金山三丁目にそれぞれ編入され消滅[1]。